# Architektura secesji w Niemczech
Secesja, określana w Niemczech jako Jugendstil (styl młodzieżowy albo młody styl), jako styl architektoniczny miała tam swoją kulminację w latach 1895–1904.
Na rozwój secesji niemieckiej wpłynęły: brytyjski ruch Arts and Crafts, szkoła Glasgow (głównie za pośrednictwem architektury austriackiej) oraz prace działającego w Niemczech belgijskiego architekta Henry’ego van der Velde.
Po 1904 r. większość twórców secesji niemieckiej uznała styl za powierzchowny i zwróciła się stopniowo ku architekturze opartej na związkach funkcjonalnych. Ostatecznym zerwaniem ze stylem secesyjnym były dyskusje na zjeździe Werkbundu w Kolonii w 1914.

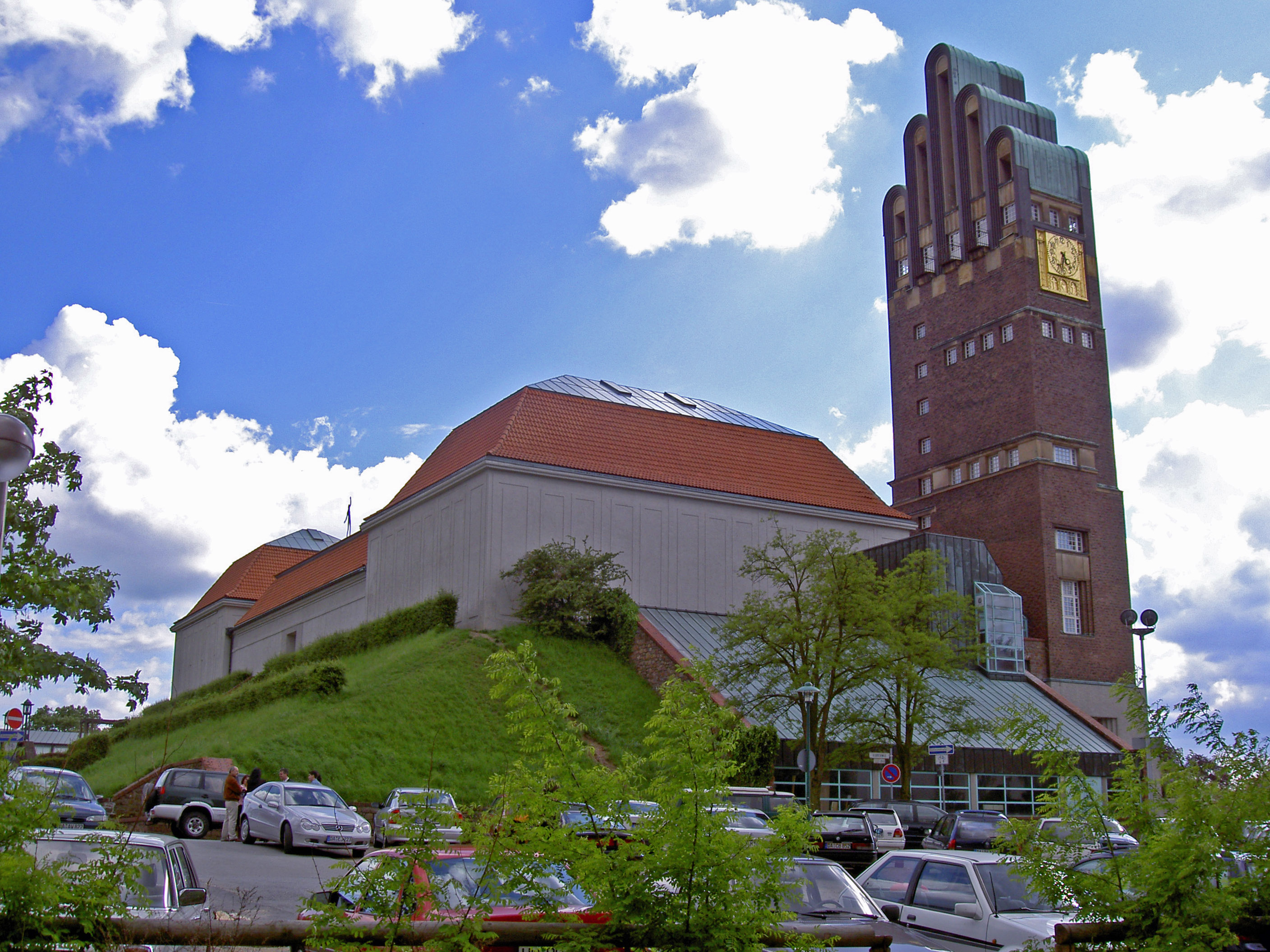
Secesja w Niemczech: J. M. Olbrich, Wieża Ślubna w Darmstadt

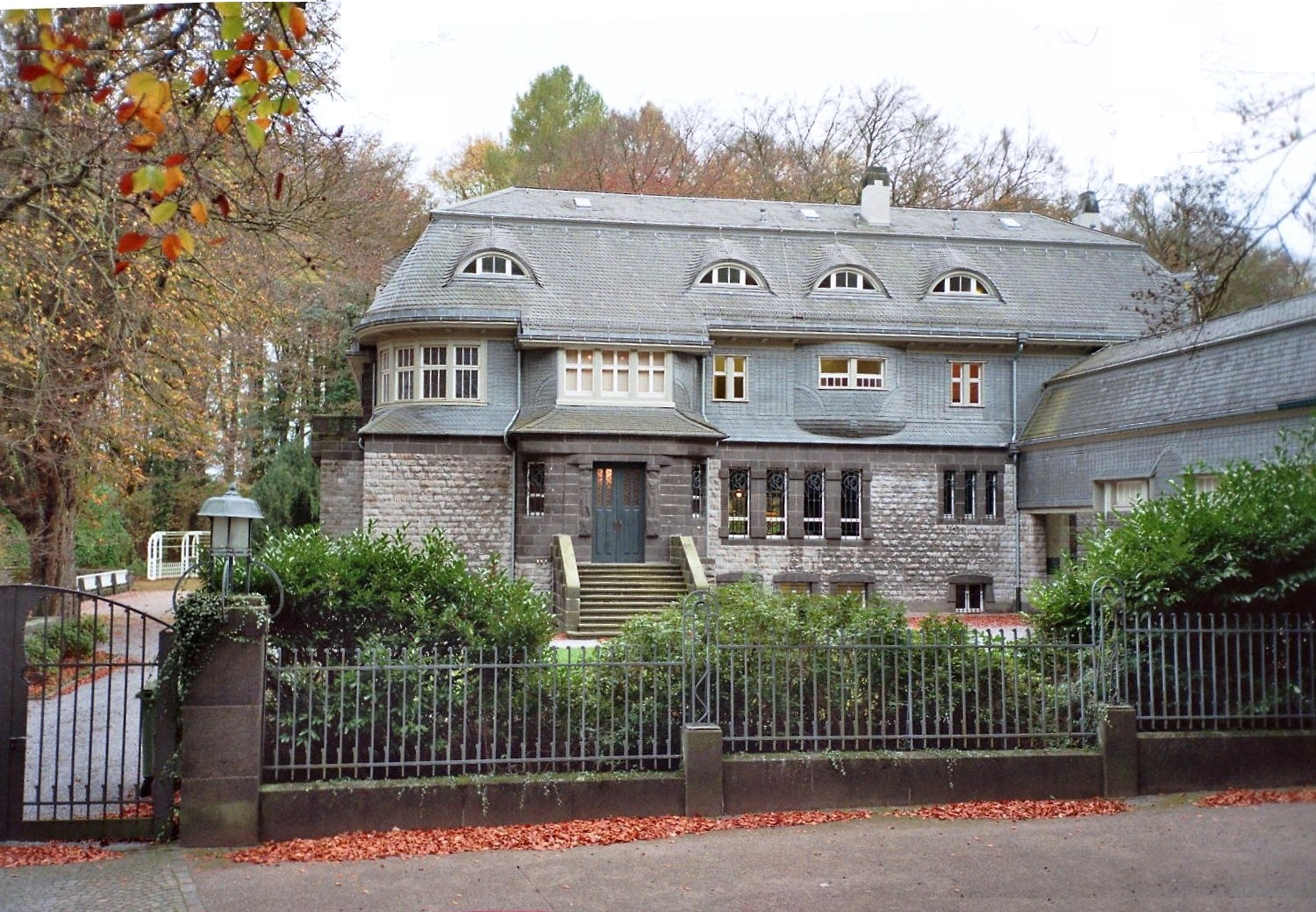
Henry van de Velde, willa Hohenhof w Hagen

## Wybrane przykłady secesji w Niemczech
(lista chronologiczna)
- dom towarowy Wertheim w Berlinie, Alfred Messel(inne języki), 1896 (zniszczony)
- dom Langego w Tybindze, Bernhard Pankok, 1901
- kolonia artystyczna i pawilony wystawowe na Mathildenhöhe w Darmstadt, Joseph Maria Olbrich, Peter Behrens i inni, 1901 – grupa radykalnie nowoczesnych domów jednorodzinnych, hal, pawilonów wraz z tak zwaną Wieżą Ślubną (Hochzeitsturm(inne języki), miejsce ślubu wielkiego księcia heskiego Ernesta Ludwika).
- domy Huesgena i Breuckera w Traben-Trarbach, Bruno Möhring(inne języki), 1904 i 1905
- kaplica i krematorium na Pragfriedhof w Stuttgarcie, 1905–1907
- Łaźnie Sprudelhof(inne języki) razem z pijalnią wód Trinkkuranlage w Bad Nauheim 1905–1912
- Teatr Miejski w Chociebużu, Bernhard Sehring(inne języki), 1907–1908
- willa Karla Ernsta Osthausa Hohenhof(inne języki) w Hagen, Henry van de Velde, 1907-1908

## Główni przedstawiciele secesji w Niemczech
- Peter Behrens
- August Endell
- Alfred Grenander
- Hermann Muthesius
- Joseph Maria Olbrich
- Bernhard Pankok